# Aeroportul Sir Bani Yas
Aeroportul Sir Bani Yas (IATA: XSB, ICAO: OMBY) este un aeroport din Sir Bani Yas⁠(d), Abu Dhabi, Emiratele Arabe Unite ce deservește zona Sir Bani Yas⁠(d). A fost numit după zona deservită.
Situat la o altitudine de 8 m, aeroportul dispune de 1 pistă.

## Infrastructură

### Piste
Aeroportul dispune de o singură pistă. Pista are orientarea 13/31. 